# Michael Steinbach
Michael Steinbach (* 3. September 1969 in Überlingen) ist ein ehemaliger deutscher Ruderer, der 1992 Olympiasieger wurde.

## Leben
Steinbach begann seine Karriere beim Ulmer RC Donau. Die ersten internationalen Erfolge stellten sich dann beim Überlinger RC Bodan ein: 1987 belegte er mit dem deutschen Doppelvierer den zweiten Platz bei den Junioren-Weltmeisterschaften. 1989 gewann er seinen ersten deutschen Meistertitel im Doppelvierer. 1991 startete Steinbach nach Aufnahme seines Volkswirtschaftsstudiums für den Hamburger Ruder-Club Favorite Hammonia und erruderte erneut den deutschen Meistertitel, den er 1992 erfolgreich verteidigte. Bei den Ruder-Weltmeisterschaften 1991 belegte Steinbach mit dem deutschen Doppelvierer den vierten Platz. Im Jahr darauf bei den Olympischen Spielen 1992 in Barcelona gewann der deutsche Doppelvierer in der Besetzung André Willms, Stephan Volkert, Andreas Hajek und Michael Steinbach die Goldmedaille. Michael Steinbach schied als einziger dieser Crew nach 1992 aus der Besatzung aus.
Steinbach war von 1996 bis 1998 Geschäftsführer eines großen Sportcenters in Konstanz. Er war Betriebsleiter (1998–2000) und Geschäftsführer und Kurdirektor der Kur und Bäder GmbH Bad Dürrheim (2000–2004). Seit 2004 ist er selbständig tätig mit der Tourismusberatung Steinbach & Friends und ist zudem seit 2012 Geschäftsführer des Studienzentrums Bodensee Campus in Konstanz, einem Kooperationspartner der Hochschule für Wirtschaft und Umwelt Nürtingen-Geislingen.

## Ehrungen
- Silbernes Lorbeerblatt durch Bundespräsident Richard von Weizsäcker (1992)